# Viola (Tennessee)
Viola es un pueblo ubicado en el condado de Warren en el estado estadounidense de Tennessee. En el Censo de 2010 tenía una población de 131 habitantes y una densidad poblacional de 295,79 personas por km².

## Geografía
Viola se encuentra ubicado en las coordenadas 35°32′19″N 85°51′38″O / 35.53861, -85.86056. Según la Oficina del Censo de los Estados Unidos, Viola tiene una superficie total de 0.44 km², de la cual 0.44 km² corresponden a tierra firme y (0%) 0 km² es agua.

## Demografía
Según el censo de 2010, había 131 personas residiendo en Viola. La densidad de población era de 295,79 hab./km². De los 131 habitantes, Viola estaba compuesto por el 89.31% blancos, el 6.11% eran afroamericanos, el 0% eran amerindios, el 0% eran asiáticos, el 0% eran isleños del Pacífico, el 3.82% eran de otras razas y el 0.76% pertenecían a dos o más razas. Del total de la población el 7.63% eran hispanos o latinos de cualquier raza.